# Giuseppe Tornatore
Giuseppe Tornatore (* 27. května 1956 Bagheria) je italský filmový režisér známý především díky svému oscarovému filmu Bio ráj (1989).

## Život
Narodil se v Bagherii poblíž Palerma. Zájem o divadlo a hraní projevil v šestnácti letech. Poté jej zaujala filmová tvorba, debutoval dokumentárním snímkem La minoranze etniche in Sicilia (Etnické menšiny v Sicílii), který zvítězil na filmovém festivalu v Salernu. Posléze pracoval pro RAI (Radiotelevisione Italiana).

## Tvorba
V roce 1985 debutoval prvním celovečerním filmem Il Camorrista. K jeho nejznámějším snímkům patří Bio Ráj (Nuovo Cinema Paradiso) z roku 1989, ve kterém se režisér vrací do svého rodného kraje na pohřeb svého dávného přítele. Film mu zajistil celosvětový úspěch a vyhrál Oscara za nejlepší cizojazyčný film, britskou filmovou cenu BAFTA, zvláštní cenu poroty Evropských filmových cen i zvláštní velkou cenu poroty na festivalu v Cannes. Nominace na Oscara za neanglicky mluvený film se dočkal i Tornatoreho film Starman – Výrobce hvězd (1995), který se odehrává na Sicílii 50. let. Rodinné drama Všem se daří dobře (1990) získalo cenu ekumenické poroty v Cannes. V posledních letech zaujalo i jeho drama o podivínském samotáři Nejvyšší nabídka, kde zazářil v hlavní roli Geoffrey Rush. Film se natáčel i v Praze. Monica Bellucciová dostala velkou příležitost v Tornatoreho snímku Maléna (2000), kde ztvárnila ženu, jež svou zneklidňující krásou rozbije klid malé vesničky.

## Kauzy
V roce 2017 jej herečka Miriana Trevisanová nařkla ze sexuálního obtěžování při natáčení.

## Filmografie
- 1985: Il Camorrista
- 1989: Bio ráj (Nuovo Cinema Paradiso)
- 1990: Stanno tutti bene (Všem se daří dobře)
- 1991: La Domenica specialmente
- 1994: Una Pura formalità (Pouhá formalita)
- 1995: L'Uomo delle stelle (Starman - Výrobce hvězd)
- 1998: La Leggenda del pianista sull'oceano (Legenda o "1900")
- 2000: Malena
- 2006: La Sconosciuta (Neznámá)
- 2008: Leningrad
- 2009: Baaria
- 2013: Nejvyšší nabídka
- 2016: La Corrispondenza